# Foire internationale d'art contemporain
« FIAC » redirige ici. Pour les autres significations, voir Fiac.
 (août 2024).
La Foire internationale d’art contemporain ou FIAC était une manifestation d'art contemporain qui se déroulait chaque année depuis 1974 au mois d’octobre à Paris. Elle s'arrête en 2022 au profit d'une nouvelle manifestation utilisant les mêmes dates et confiée au groupe suisse MCH, propriétaire de la foire Art Basel. La nouvelle manifestation est appelée Paris + par Art Basel. La première édition s'est déroulée du 19 au 23 octobre 2022, au Grand Palais éphémère. 
Pendant la durée de la FIAC, cette exposition artistique et commerciale était le lieu de rencontre internationale entre galeristes, collectionneurs, conservateurs, directeurs de musées et personnalités du monde de l’art contemporain international.
Elle était dirigée par Jennifer Flay depuis 2003.

## Historique

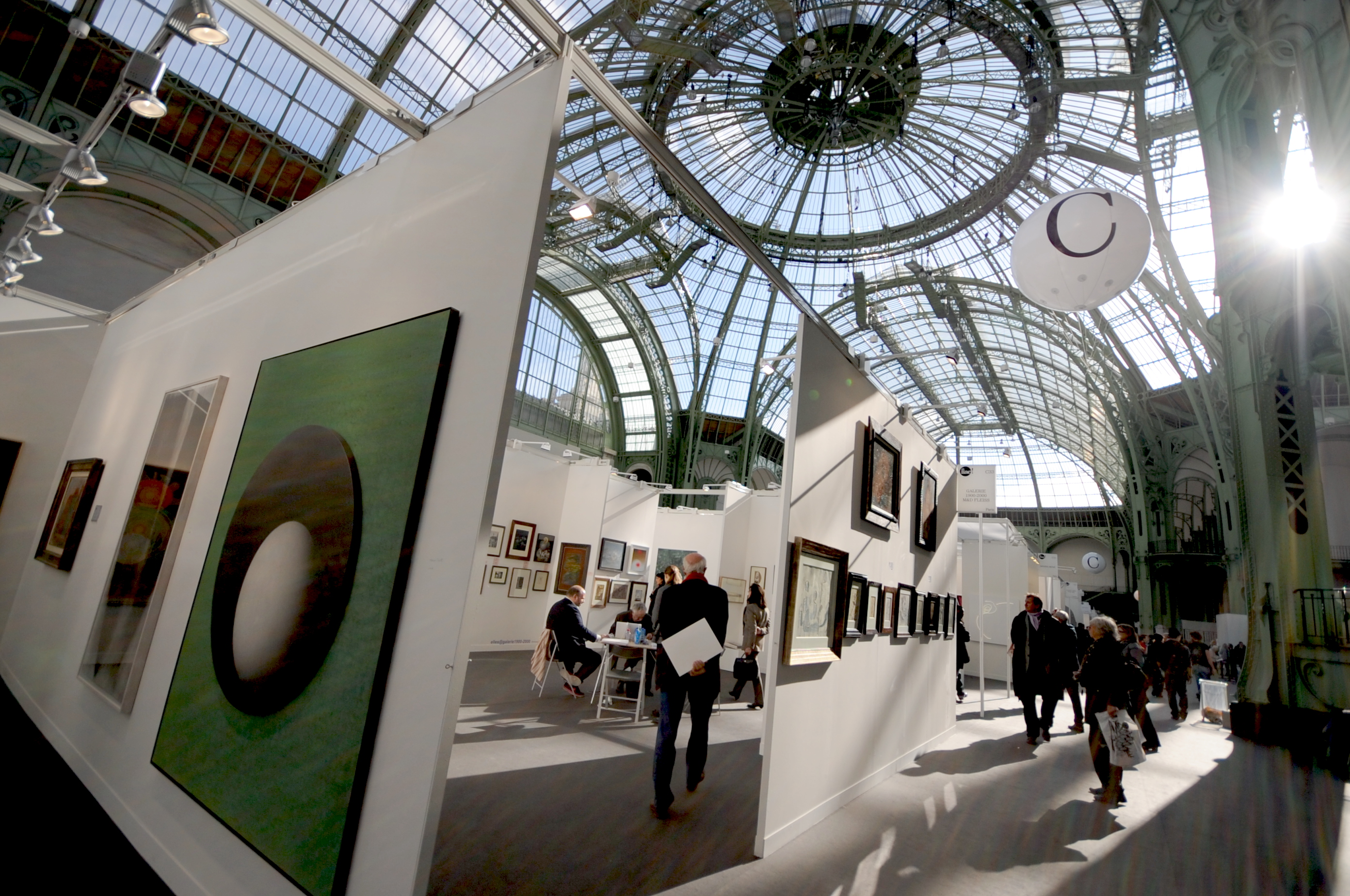
Dans les allées de la Foire internationale d'art contemporain (FIAC), au Grand Palais, le 22 octobre 2009.

Conçue sur le modèle de la jeune foire de Bâle, la première FIAC a lieu du 26 janvier au 3 février 1974 sous la dénomination Salon international d'art contemporain, au Pavillon d'exposition de la Bastille (ancienne gare de la Bastille) à Paris. Elle est ensuite rebaptisée Foire internationale d'art contemporain et se tient au Grand Palais avant d'émigrer (en raison des travaux) au parc des expositions de la porte de Versailles pendant de nombreuses années.

### Organisation technique
- L’OIP (Organisation-Idées-Promotion), créée en 1974, est une société commerciale spécialisée dans l’organisation de salons[3] et de la FIAC, dont elle assure aussi la gestion financière. Recettes : la location des stands (au mètre carré) et les entrées. En échange, elle installe et offre les stands clés en main (moquette, tissu sur les murs…), paie certains travaux et l'installation au Grand Palais (électricité) et doit une redevance à l’État sur le nombre des entrées[4]. Commissaire général : Jean-Pierre Jouët, directeur artistique : Henri Jobbé-Duval.
- Le CoFIAC, association loi de 1901, coopte les galeries qui participent et détermine la ligne politique. Il est composé de Daniel Gervis (fondateur), Daniel Lelong (président), Denise René (vice-présidente), Jean-Robert Arnaud (secrétaire), Pierre Nahon (trésorier), Iris Clert, Michel Durand-Dessert, Karl Flinker, Elisabeth Krief, Patrice Trigano.
- Le groupe d'édition anglo-néerlandais Reed-Elsevier, via sa filiale Reed Elsevier France SA, rachète l'OIP en 1994[5]. La FIAC est alors réorganisée. Pour l’édition 2004, le repreneur dissout l’ancien comité de pilotage et nomme une directrice artistique, la galeriste parisienne Jennifer Flay[1].

### La place de la FIAC sur le marché des années 2000
Dans les années 2000, le nombre de foires internationales se multiplie, obligeant les foires déjà présentes à innover. Le lancement de Frieze, foire londonienne fondée en 2003 par le magazine du même nom, constitue pour la FIAC un électrochoc. En effet, Frieze se déroule à la même période que la foire parisienne. L'effervescence et la jeunesse de Frieze remet en question les choix, sans doute trop muséologiques, de la foire parisienne[réf. nécessaire].
Avec l'arrivée de Martin Bethenod et de Jennifer Flay, une nouvelle section consacrée à la jeune création est introduite, présentant des galeries ayant moins de trois ans d'existence. Jennifer Flay, personnalité néo-zélandaise respectée pour ses choix esthétiques tout au long des années 1990, opère aussi une sélection pointue de galeries françaises et internationales et attire de nouvelles galeries étrangères, permettant de rehausser le niveau de qualité de la FIAC et de lui donner un nouvel essor.
En 2006, la FIAC s'installe au Grand Palais ainsi que dans la Cour carrée du Louvre.

## Des années 1970 aux années 2010

### Les années 1970
- 1972 : devant le succès des foires d'art contemporain en Suisse et en Allemagne, Danièle Talamoni[8] propose à la société spécialisée dans l’organisation de salons, la Spodex, d'en organiser une en France. Parallèlement, Madame Deliot et Jean-Pierre Jouet quittent la Spodex pour créer leur propre société, l’OIP[9].
- 1973 : en février, l’OIP engage Danièle Talamoni pour démarcher les galeries de la rive gauche, sans succès. Accompagnée cette fois d'un adjoint, Henri Jobbé-Duval (octobre 1973), plusieurs maisons d’éditions françaises commencent à rejoindre le projet : Lahumière, Lacourière-Frélaut, La Ficelle, Taille-crayon, ainsi que des personnalités européennes (Nicolas Treadwell, par ex.). Le directeur de galerie, Daniel Gervis, accepte de participer à la première foire.
- 1974 : la première foire démarre fin janvier dans l’ancienne gare de la Bastille. Y sont présentées quatre-vingt galeries (Yvon Lambert, Iris Clert, La Galerie Melki avec le peintre Jean-Marie Ledannois) dont la plupart d’édition d'art. L'artiste Ben Vautier fait également partie de la première édition[10].
- 1975 : le succès de la deuxième foire[11] montre le besoin d'un nouvel espace plus grand. Daniel Gervis crée le Cofiac (comité de la Fiac), composé de onze membres: Denise René à la présidence, Patrice Trigano à la vice-présidence, Yvon Lambert, Christophe Durand-Ruel, Elisabeth Krief, Nello Di Meo, Daniel Lelong, Pierre Nahon, Jean-Robert Arnaud, ainsi que deux galeries étrangères, l'anglaise Annely Juda et l'allemande Gmurzynska[12] pour convaincre Michel Guy (alors ministre de la Culture) d'accepter que le Grand Palais, qui normalement ne peut recevoir d'événements commerciaux, accueille la prochaine édition.
- 1976 : J.-P. Jouet et D. Gervis démarchent des galeries aux États-Unis. Une quinzaine acceptent, bientôt rejointes par les galeries françaises et européennes qui perçoivent l’enjeu financier. La FIAC assure ainsi ses arrières, renforce son image et devient un rendez-vous annuel[13].

### Les années 1980
- 1982 : pour la première fois, la FIAC accueille la photographie et lui réserve un espace autonome[13].
- 1983 : plus de 170 exposants venus de 18 pays sont présents. Cette année-là, la FIAC enregistre sa 100 000ème entrée[14]. Élu président du comité de la FIAC fin 1983, Daniel Lelong succède à Daniel Gervis avec un nouvel objectif : « Faire de cette foire la meilleure possible et réaliser un équilibre. Il s’agit donc de développer les affaires, développer les rencontres entre marchands et collectionneurs ; puis faire en sorte que ceux qui sont simples visiteurs, sans intentions d’acheter, puissent avoir une meilleure compréhension de l’ensemble qui est présenté ; enfin, que les confrères étrangers soient plus présents et plus nombreux.» Trois itinéraires sont instaurés : le « rétrospectif », « l’aventureux » et « l’avant-gardiste ».[réf. nécessaire]
- 1984 : la FIAC devient un panorama du goût contemporain mais pas de l’art contemporain, qu'elle commence à ignorer de plus en plus. L’abus d'hommages à des artistes connus depuis des décennies (présence massive de la peinture des années 1960), l'absence d'artistes créateurs et le coût des stands repousse les galeries.

### Les années 1990
- 1991 : début de la crise du marché de l’art. Personne ne s’attendait à voir s’assombrir aussi rapidement le climat euphorique qui régnait sur le marché depuis l’automne 1987. À la foire de Chicago en mai 1990, et en juin à Bâle, est observé un certain manque de réactivité. En septembre, la crise est confirmée pour de bon. Les galeries sont moins fréquentées, les foires jouent un rôle primordial sur le marché de l’art contemporain.
- 1994 : la FIAC installée à l’espace Eiffel-Branly, dans le 7e arrondissement, à la fermeture du Grand Palais, a vu le nombre de ses exposants décliner, tout comme la qualité des œuvres présentées.[réf. nécessaire]
- 1995 : réorganisation du COFIAC, dont les membres étaient autrefois élus à vie, se compose de 23 français et étrangers ; un bureau de neuf membres sélectionne les participants de la foire. L’espace « Jeunes galeries » est fermé. La vingt-deuxième édition est marquée par deux événements significatifs : la réduction de sa durée à six jours (au lieu de dix précédemment) et la diminution du nombre de participants (120 contre 140 en 1994). Cette édition s’est tenue dans un contexte animé par un fort vent de contestation : « trop francophone, antidémocratique, mal sélectionné, trop chère » selon des galeristes « dissidents » ayant décidé de retirer leur participation[15].
- 1996 : Véronique Jaeger est élue commissaire général de la FIAC (en juin). Elle est à la fois interlocutrice du COFIAC et des galeries et joue un rôle important lors de la 23e édition, qui grâce à d’importants efforts d’animation et de promotion, a rendu à la foire parisienne sa place parmi les grandes. Naissance d’un comité d’organisation de la FIAC, présidé par Yvon Lambert.

Par souci d’internationalisation, 60 % des galeries sont étrangères, plus jeunes ce qui donne du renouveau et un nouvel éclat à la foire. Les organisateurs ont encouragé la présence de jeunes galeries ayant moins de neuf ans d’activité en leur accordant une remise de 10 % sur la location du stand. Les cinq plus grandes foires (Bâle, Cologne, Madrid, Chicago, Paris) se sont regroupées au sein d’une association, l’Icafa qui, dotée d’une charte, se veut « garante de soutien et d’encouragement… en partenariat avec des galeries compétentes, engagées et sérieuses ».
Cette année-là, le Président de la république, Jacques Chirac, fait un discours pour affirmer l'importance de la FIAC pour le rayonnement culturel de Paris.
- 1997 : Un comité d’expertise est mis en place pour vérifier l’authenticité et la provenance des œuvres exposées. Un secteur intitulé « Perspectives » est créé avec 30 jeunes galeries (dont la moitié d'étrangères) dont une partie des frais d’expositions sont pris en charge. Couvrir l’ensemble du XXe siècle, tel est l’un des buts que se fixent les organisateurs.
- 1999 : La FIAC est transférée à la porte de Versailles. Le nouvel espace de conférences Le Café des Arts favorise les rencontres avec les artistes et un secteur spécifique pour l’édition, forme d’art originale et accessible par tous, est mis en place.

### Les années 2000
- 2000 : la FIAC impose des one-man shows à ses exposants. Elle accueille, cette année-là, 23 pays et 195 exposants. Le prix Marcel-Duchamp est lancé par l'ADIAF[18],[19] présidée par Gilles Fuchs. Cette association rassemble 200 collectionneurs et passionnés, et contribue au rayonnement de la scène française en confirmant la notoriété d'un artiste résidant en France. La direction artistique et le graphisme sont confiés à La Compagnie Bernard Baissait[20]
- 2001 : création du « vidéo cube », nouvel espace consacré à l'art vidéo.
- 2002 : Henri Jobbé-Duval[21] a été remercié par Reed Expositions France et a rejoint la direction d’Art Paris (Foire nationale). Soutenu par l'espace Paul Ricard, Perspectives représente le secteur prospectif de la FIAC. Il est l'occasion donnée à de jeunes galeristes et artistes de se faire découvrir. Il a pour vocation de déterminer les courants et les enjeux de la création contemporaine.

14 galeries de 7 pays différents ont pu présenter de jeunes talents éclectiques. 900 artistes issus de 48 pays sont représentés par 169 galeries, réparties en 5 secteurs (One man show, Group show, Perspectives, Édition et Vidéo cube).
- 2003 : Reed Expositions France, après avoir nommé Jennifer Flay directrice artistique de la FIAC, a révélé le 19 novembre la composition du comité de pilotage remplaçant le COFIAC. Ce nouveau comité comprend deux sections, l’une votante, regroupant neuf galeristes chargés de la sélection, l’autre purement consultative, constituée de cinq « membres associés » issus des institutions, des entreprises et des médias. Ce groupe de travail compte muscler la section Perspectives et renforcer l’équilibre entre moderne et contemporain.

La sélection comprend une majorité de galeries européennes d’art contemporain et aucune américaine. Certains remettent en cause l’organisation insuffisante de la FIAC, son manque d’innovation ou sa difficulté à se positionner entre l’art moderne et contemporain, dans un contexte de crises récurrentes des marchés de l’art, très sensibles à la situation économique et aux tensions géopolitiques.
- 2004 : Martin Bethenod, ancien délégué aux arts plastiques, devient commissaire général. Un comité de sélection, constitué de galeriste, remplace le CoFIAC.

Ouverture d’un hall consacré à la très jeune création, lancement de Futur Quake, secteur consacré aux galeries de moins de trois ans, introduction du design. La FIAC est la première à s’ouvrir à celui-ci et à son économie en plein essor. Le secteur Future Quake, dont le nom est issu de la phrase d’André Breton « Toute œuvre est un tremblement futur », porte bien son nom. On découvre ce que présentent les toutes jeunes galeries. La FIAC s’ouvre ainsi au design et intègre l’idée de l’effacement des frontières entre les différentes disciplines.
- 2005 : arrivée d’un fort contingent de nouveaux exposants et le retour d’étrangers de renom[réf. nécessaire]. Le Fonds national d’art contemporain, pour la première fois, a acheté 34 œuvres (dont 20 % environ à des exposants étrangers), le tout pour un montant de 420 000 euros. Le gouvernement entendait, par ces achats, « marquer l'importance que le ministère accorde au soutien du marché de l'art en France » et à la création. Pour ce faire, une commission d'acquisition, composée de neuf professionnels[22] et de quatre représentants du ministère, a siégé mercredi dans le cadre même de la FIAC. Le Fonds national d'art contemporain les mettra ensuite à la disposition des ministères ou autres établissements publics, ou pour des expositions.

Le Grand Palais restauré est ouvert pour des fêtes et des happenings le soir. Le 10 octobre 2005, le Premier ministre Dominique de Villepin prononce un discours pour défendre l'art contemporain et la création.
Pour la première fois, le prix Marcel-Duchamp est remis à la FIAC, où une exposition des artistes nommés est organisée. L'artiste Raphaël Julliard et le galeriste genevois Pierre Huber ont réussi le pari de vendre en une journée 1 000 peintures monochromes (rouges) au prix de 100 € chacune, exécutées par des artisans chinois, posant le débat de la mondialisation en art.
- 2006 : la FIAC revient au Grand Palais et dans la Cour carrée du Louvre.
- 2007 : la FIAC édite et diffuse avec Artprice le Rapport annuel sur le marché de l'art contemporain qui liste les 500 artistes contemporains d'après-guerre les plus cotés, analyse les mouvements artistiques et dresse le bilan statistique des ventes publiques.

Le secteur design rejoint les galeries modernes et contemporaines au Grand Palais.
Le lancement contesté d'une nouvelle foire (Les Élysées de l'art), vivement contesté par Reed Expositions France provoque un bref litige devant les tribunaux.L'année 2007 voit le retour de galeries américaines de 1er plan comme Sean Kelly ou Paula Cooper, dans un contexte parisien favorable, comme en témoigne le nombre d'ouvertures de galeries nouvelles (une dizaine pendant l'été).
Chiffres clés : 179 galeries, 23 pays représentés, 65 000 visiteurs, 106 galeries étrangères (59 %) et 73 galeries françaises
- 2008 : chiffres-clés : 180 galeries, 22 pays représentés, 72 000 visiteurs, 117 galeries étrangères (62 %) et 72 galeries françaises[réf. nécessaire]
- 2009 : lancement de deux nouveaux projets : au Grand Palais, une présentation conjointe d’un ensemble d’œuvres d’importance historique et de qualité muséale, par et à l’initiative d’un groupe de 10 galeries internationales ; dans la Cour carrée, la présentation d’un nouveau secteur subventionné de 14 galeries sélectionnées pour la qualité de leur programmation prospective et sur la base d’un projet spécifique pour la FIAC. Ce programme apporte à chaque galerie un soutien financier significatif, et donnera lieu à l’attribution, le 21 octobre, d’un nouveau prix, le prix Lafayette.La fréquentation est en hausse de 18% par rapport à 2008, avec 80 000 visiteurs[25].

Chiffres clés : 203 galeries, 21 pays représentés, 80 000 visiteurs, 128 galeries étrangères (63 %) et 75 galeries françaises[réf. nécessaire]

### Les années 2010
- 2010 : Jennifer Flay devient l'unique directrice de la FIAC à la suite de la nomination de  Martin Bethenod comme administrateur délégué chargé de la direction du Palazzo Grassi et de la Pointe de la Douane, propriétés de François Pinault à Venise[26].

La 37e édition se tient du 21 au 24 octobre 2010, au Grand Palais pour les artistes confirmés et dans la Cour carrée du Louvre pour les artistes émergents. Elle rassemble 184 galeries venant de 24 pays. L’exposition inaugurale accueille Cy Twombly ce qui est, d'après Jennifer Flay, « un signe très puissant de la nouvelle attractivité de Paris ».
- 2011 : la FIAC se déroule du 20 au 23 octobre dans un lieu unique : la verrière du Grand Palais[28]. Elle compte 168 exposants[29], représentant 21 pays répartis dans la nef et dans les nouveaux espaces: les galeries supérieures – galeries sud-est, galerie sud et galerie sud-ouest – dont 10 faisant partie du secteur Lafayette.

Quant au secteur design, la FIAC appuie son engagement et renforce la visibilité des galeries de mobilier d’architecte du XXe siècle et de design contemporain. L’événement principal de cette collaboration est un «parcours design» organisé le jeudi 20 octobre à l’occasion de la nocturne des galeries parisiennes où près de 100 galeries participent.
Pour la quatrième année consécutive, le Louvre et la FIAC présentent le programme de performances Ouvertures/Openings.
La FIAC inaugure également en 2011 un nouveau parcours Hors les murs dans un lieu emblématique de Paris, le jardin des Plantes, cœur historique du Muséum national d’histoire naturelle tout en développant pour la sixième année consécutive un programme d’œuvres extérieures au cœur du jardin des Tuileries en s'associant au Louvre.
- 2012 : la 39e édition est inaugurée par Aurélie Filippetti, ministre de la Culture et de la Communication. Elle se tient au Grand Palais du 18 au 21 octobre et rassemble 182 galeries d'art moderne et d'art contemporain de 25 pays. Cette année-là, la programmation Hors les Murs est étendue[31]. Les étudiants de l’École du Louvre assurent un service de médiation culturelle. Le programme de performances Ouvertures/Openings permet de découvrir les performances de Matt Mullican, d’Hassan Khan et de Grand Magasin[32].

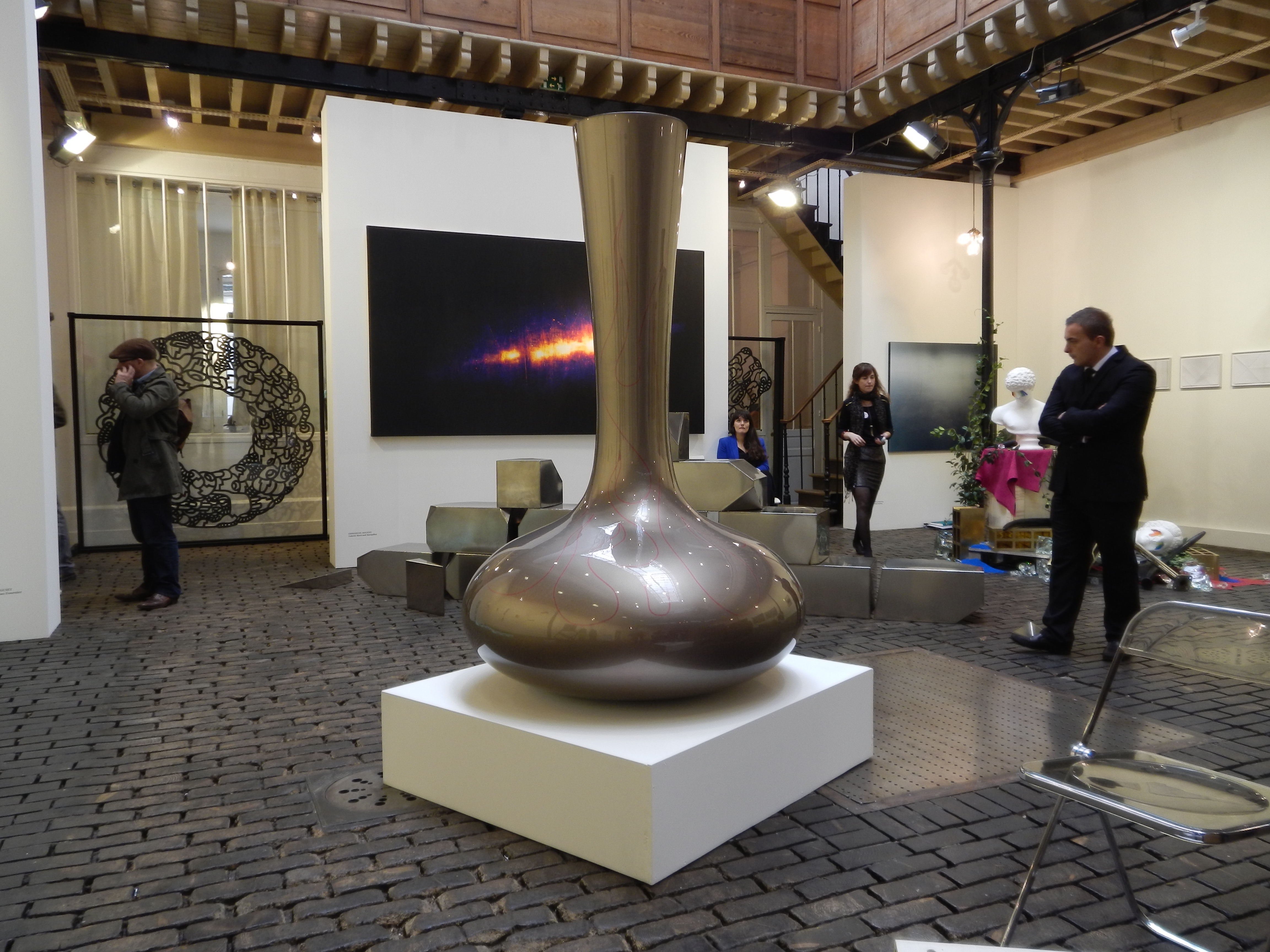
Foire internationale d'art contemporain, octobre 2013, Paris.

- 2013 : pour sa 40e édition, la FIAC poursuit son développement et confirme son statut de foire internationale de premier plan et rassemble au Grand Palais 184 galeries venues de 25 pays[8].

La France est représentée par 55 galeries, puis viennent les États-Unis avec 33 galeries, l’Allemagne avec 22 galeries, l’Italie avec 13 galeries, le Royaume-Uni avec 12 galeries, la Belgique avec 11 galeries, la Suisse et le Brésil avec 5 galeries chacun. Les pays nouvellement représentés sont le Canada, l’Irlande et la République tchèque. 36 galeries participent pour la première fois ou sont de retour à la FIAC.
- 2014 : en plus de sa foire au Grand Palais, une foire off : (OFF)ICIELLE[33] à la Cité de la mode et du design voit le jour.

La 41e édition de la FIAC s’est déroulée du 23 au 26 octobre au Grand Palais et Hors les Murs. 191 galeries, 26 pays représentés, 143 galeries étrangères et 48 galeries françaises. 65 % des galeries sont européennes.
La 1re édition d’(OFF)ICIELLE s’est déroulée du 22 au 26 octobre aux Docks - Cité de la mode et du design. 68 galeries, 14 pays représentés, 39 galeries étrangères et 29 galeries françaises. 85 sont européennes.
- 2015 : l'édition 2015 a lieu du 22 au 25 octobre au Grand Palais[34]. Elle est classée sixième foire mondiale en termes de fréquentation par Artnews en 2015 avec 73 000 visiteurs[35]. La deuxième édition d’OFFICIELLE a lieu du 21 au 25 octobre 2015 à la Cité de la mode et du design[36].
- 2016 : lors de la 43e édition, 186 galeries venues de 27 pays sont présentes au Grand Palais du 20 au 23 octobre[37]. L'espace d'exposition est élargi au Petit Palais. Place Vendôme, l'artiste suisse Ugo Rondinone présente un ensemble de six sculptures grand format, en aluminium, référence aux oliviers de la région de Naples (Italie)[38]. Le musée Delacroix présente deux œuvres de l’artiste Stéphane Thidet dans le musée et son jardin.
- 2017 : la 44e édition a lieu du 19 au 22 octobre au Grand Palais[39]. Trois des plus grands noms du marché international sont présents : Gagosian, David Zwirner et Pace, le quatrième, Hauser & Wirth, ignorant toujours le rendez-vous parisien[40].
- 2018 : Cette édition se déroule du 18 au 21 octobre sur sept sites patrimoniaux parisiens exceptionnels: le Grand Palais, le Petit Palais et l’avenue Winston-Churchill, la Place de la Concorde, le jardin des Tuileries, le Palais de la découverte, la place Vendôme et le Musée national Eugène-Delacroix à Saint-Germain-des-Prés[41]. Elle accueille 193 exposants parmi les plus puissants et les plus tendances du moment[42]. La FIAC confirme son statut de salon international de premier plan, se positionnant devant la Frieze de Londres ou l'Art Basel suisse selon Jennifer Flay: « L’an dernier, plusieurs exposants à la FIAC m’ont dit qu’ils réalisaient leurs plus grosses transactions à Paris, et non à Londres ». L'art moderne y est remis à l'honneur, ce qu'apprécie notamment la Galerie Gmurzynska qui y fait son retour[41].
- 2019 : la FIAC se déroule au Grand Palais du 17 au 20 octobre. Sur les 197 galeries originaires de 29 pays, 25 sont nouvelles comme: Lévy Gorvy (Londres, New York, Hong Kong, Zurich), The Box (Los Angeles), Meyer Kainer (Vienne), Barbara Wien (Berlin), Magnin-A (Paris), Jacky Strenz (Francfort)[43]. Lors de cette 46e édition, une vingtaine d' œuvres sont exposées en extérieur dans les Jardins des Tuileries, l'artiste fantasque Yayoi Kusama expose une monumentale installation sur la Place Vendôme[44], une exposition monographique de l’artiste anglais Glenn Brown est présentée au musée national Eugène-Delacroix et une trentaine de sculptures côtoient les silhouettes grecques du Petit Palais[43]. L'importance de ce rendez-vous pour les galeristes présents impose une préparation très en amont et parfaitement adaptée à l'évènement[45].

### Les années 2020
- 2020 : en raison de la pandémie de la Covid-19, la FIAC 2020 et tous ses satellites, qui devaient se tenir du 22 au 25 octobre, sont annulés[46].
- 2021: la 47e édition de la FIAC se déroule du 20 au 24 octobre 2021[47] au Grand Palais éphémère, situé sur le Champ-de-Mars[48]. Plus de 160 galeries d'art moderne, contemporain ou de design, venues de 26 pays, exposent leurs œuvres[49]. La foire accueille 46 655 visiteurs, une fréquentation moindre que les années précédentes en raison de la moindre jauge du Grand Palais éphémère au regard de celle du Grand Palais[50]. Une œuvre monumentale d’Alexander Calder, intitulée Flying Dragon, est installée sur la place Vendôme[51],[52]. La FIAC s'associe à une plateforme de vente en ligne, Artsper[49]. Gilles Fuchs quitte la présidence de l’Adiaf ; Claude Bonnin lui succède[53],[54].
- 2022 : l'organisation d'une nouvelle manifestation utilisant le même créneau de dates est confiée, par la direction de la RMN-Grand Palais, au groupe suisse MCH, propriétaire de la foire Art Basel[55]. La nouvelle manifestation est appelée Paris+[56] et se tient au Grand Palais éphémère, puis devient Art Basel Paris en retrouvant le Grand Palais en 2024[57].

## Les événements des FIAC depuis les années 2000

### Prix Marcel-Duchamp
Créé en 2000 par les collectionneurs de l'ADIAF, Association pour la diffusion internationale de l'art français, le prix Marcel-Duchamp est organisé en partenariat avec le Centre Pompidou, et la FIAC entre 2005 et 2015. Il est remis tous les ans pendant la FIAC. La dotation pour le lauréat est de 35 000 euros. L’ADIAF s’engage également à participer à un projet à hauteur de 30 000 euros.[réf. nécessaire] Le prix Marcel-Duchamp a pour ambition de contribuer au rayonnement international de la scène française en confirmant la notoriété d'un artiste résidant en France, travaillant dans le domaine des arts plastiques et visuels.
Les nommés du prix Marcel-Duchamp exposeront à la FIAC à Paris Expo Porte de Versailles à partir de 2005 puis au Grand Palais ou à la Cour carrée du Louvre, jusqu'en 2015. Ont été lauréats sur cette période Claude Closky en 2005, Philippe Mayaux en 2006, Tatiana Trouvé en 2007, Laurent Grasso en 2008, Saâdane Afif en 2009, Cyprien Gaillard en 2010, Mircea Cantor en 2011, Daniel Dewar et Grégory Gicquel en 2012, Latifa Echakhch en 2013, Julien Prévieux en 2014 et Melik Ohanian en 2015.
À partir de 2016, les quatre nommés sont présentés dans une exposition consacrée au musée national d'Art moderne et une section design fait son retour à la FIAC dans l'espace ainsi libéré.

### Programme Hors les Murs
Le programme Hors les Murs présente une sélection de sculptures monumentales et d'installations d'œuvres contemporaines sur des sites parisiens emblématiques : au cœur du Jardin des Tuileries, en collaboration avec le Musée du Louvre, au Jardin des plantes, en collaboration avec le Muséum national d'histoire naturelle, place Vendôme, en collaboration avec le comité Vendôme et l'ensemble de ses membres et en collaboration avec la ville de Paris, à Saint-Germain-des-Prés, en collaboration avec le musée national Eugène-Delacroix .
La foire d'art contemporain Paris +, qui succède en 2022 à la FIAC, maintient une approche similaire. Pour l'année 2022, la société organisatrice lance un appel à projets spécifique et sollicite même une historienne de l'art, Annabelle Ténèze, pour être la commissaire d'une exposition, appelée Sites,  hors des murs (Paris + en 2022 se tient au Grand Palais éphémère), et exposant notamment des créations  au Jardin des Tuileries. Un artiste est également invité au musée national Eugène-Delacroix.

### Performances
La Fiac innove en proposant un programme de performances, Ouvertures/Opening conçu et organisé en collaboration avec l’Auditorium du Louvre et le service culturel du Jeu de Paume, comme l’explique le commissaire général de la Fiac, Martin Béthenod.
- 2009, 2e édition du programme de performances Ouvertures/Opening en collaboration avec l'auditorium du Louvre, avec la participation de Gary Hill, Christian Marclay, Éliane Radigue.
- 2008, 1er édition du programme de performances Ouvertures/Opening avec la participation de Scoli Acosta et Zeek Sheck, Jérôme Bel, Tony Conrad, Jeremy Deller avec les musiciens du Fairey Band, Aurélien Froment, Rodney Graham and the Rodney Graham Band, Xavier Le Roy, Franz Erhard Walther[76].

### Projet Moderne
En 2009, pour la première fois, une exposition d'une vingtaine des plus beaux chefs-d'œuvre d’art moderne, baptisée « Projet Moderne », se tient au Grand Palais à l'initiative de huit galeries internationales parmi les plus prestigieuses du monde. Le marchand d'art parisien Daniel Malingue est à l'origine de ce projet. Sont présentées des œuvres de Francis Bacon, Max Beckmann, Constantin Brancusi, Alexander Calder, Sam Francis, František Kupka, Henri Laurens, Fernand Léger, Roy Lichtenstein, Brice Marden, Roberto Matta, Piet Mondrian, Pablo Picasso, Mark Rothko, Yves Tanguy, Andy Warhol.

### Secteur et prix Lafayette
La FIAC et son partenaire officiel, le groupe Galeries Lafayette, renouvellent chaque année avec le Secteur Lafayette, un programme de soutien aux galeries émergentes inauguré en 2009. Ce programme rassemble 10 galeries sélectionnées pour la qualité de leur programmation prospective et sur la base d’un projet spécifique pour la FIAC comportant un ou deux artistes. Ce programme apporte à chaque galerie un soutien financier pour leur participation à la FIAC et donnera lieu à l’attribution du Prix Lafayette 2012. Le prix consiste en l’acquisition d’une œuvre par le groupe Galeries Lafayette ainsi que la présentation d’une exposition au Palais de Tokyo, assortie d’une dotation pour une production nouvelle.

#### Lauréats
- 2013, Shahryar Nashat, galerie Rodeo, Istanbul[81]
- 2012, Michaela Eichwald, galerie Reena Spaulings, New York[82]
- 2011, Helen Marten, galerie Johann König, Berlin[83]
- 2010, Morag Keil, galerie Neue Alte Brücke, Francfort[84]
- 2009, Carol Bove, galerie Hotel, Londres[85]